# Schweres Werfer-Regiment 3
Le schweres Werfer-Regiment 3 est un régiment lourd autonome allemand de lance-roquettes au cours de la Seconde Guerre mondiale qui met en œuvre des Nebelwerfer.

## Historique
Le schweres Werfer-Regiment 3 est mis sur pied le 14 mai 1942.

### Articles
- Alain Verwicht, Panzer-Armeeoberkommando 4 : Nebeltruppen, in Panzer voran ! no 34, à compte d'auteur, 2007